# Victor Roman
Pour les articles homonymes, voir Roman.
Victor Roman (né le 12 mars 1937 à Mărtiniș - village dont l'école a été baptisée le 8 juin 1996 École Victor-Roman - dans le județ de Harghita en Roumanie, mort le 12 avril 1995 à l'hôpital Cochin de Paris) est un sculpteur roumain, naturalisé français en 1975.
"Le territoire urbain de la région parisienne constitue le véritable musée public de Victor Roman. Ses œuvres y sont disséminées aux quatre coins névralgiques du grand Paris. La ville de Bobigny peut s’enorgueillir d’abriter devant son hôtel de ville « La victoire » de 1978, et au carrefour Normandie-Niémen le « Signal » de bronze de 9 m de haut (1989). Fait remarquable, le changement d’esprit s’est opéré sans que Victor Roman renonce à son attachement à ses racines culturelles transylvaines, inscrites une fois pour toutes dans la morphologie de base de son langage, fondé sur une déclinaison des pièces constitutives de la charrue, du soc au coutre et au versoir." Pierre Restany
Outre la sculpture (bronze, acier, aluminium, marbre, terre cuite, bois, pâte de verre), on doit à Victor Roman des œuvres sur papier (crayons, pastels, collages, aérographies). Il est un ami de ses compatriotes Étienne Hajdu et George Apostu.

## Biographie
En 1950, Victor Roman quitte son village pour le lycée des Beaux-arts de Târgu Mureș où son professeur est Izsak Marton.
En 1954, il entre à l'Institut d'arts plastiques Nicolae Grigorescu de Bucarest où ses professeurs sont Constantin Baraschi, ancien élève d'Antoine Bourdelle à Paris, et Ion Lucian Murnu.
Il obtient son diplôme des Beaux-Arts en 1960. Deux ans plus tard, il fait sa première exposition personnelle à Bucarest.
En 1965, il réalise son premier voyage à l'Ouest. Deux ans plus tard, Victor Roman quitte la Roumanie grâce à une bourse du British Council qui lui permet de passer un semestre au Royal College of Art de Londres où il rencontre Henry Moore, Lynn Chadwick et Kenneth Armitage.
En 1968, il s'installe en France au Hameau des artistes de la Fondation nationale des arts graphiques et plastiques à Nogent-sur-Marne.
Il épouse l'artiste peintre Dana Constantinescu (connue aujourd'hui sous le nom de Dana Roman) en 1973. L'année suivante, il obtient le Prix du concours pour la réalisation d'une œuvre d'art pour l'hôtel de ville de Bobigny.
En 1977, il réalise L'oiseau, dans le Parc des Sources de la Bièvre à Guyancourt.
En 1980, il effectue des voyages en Grèce, en Italie et en Allemagne. En 1986 a lieu son premier voyage aux États-Unis, où il retournera en 1990. En 1988, il fait un voyage en Égypte. En 1994, il effectue des voyages en Argentine et en Hongrie.
Son fonds d'atelier est vendu après son décès : la 1re vente a lieu le 15 mai 2004, la 2e vente a lieu le 11 novembre 2006, la 3e vente a lieu le 4 avril 2011, la 4e et dernière vente a lieu le 12 novembre 2012.

## Expositions

### Expositions personnelles (certaines avec Dana Roman)
- À partir de 1943, l'enfant Victor Roman (6 ans) vend ses Coqs et ses Charrues en terre glaise à la foire du village de Martinis.
- 1946 première "exposition personnelle" de l'enfant (9 ans) à l'école du village (aujourd'hui École Victor Roman).
- 1962 Salle Magheru de Bucarest et Musée des beaux-arts de Cluj (Roumanie), Roumanie.
- 1962 Galerie Magheru, Bucarest.
- 1965 Galerie Dalles, Bucarest.
- 1966 Galerie Schneider, Rome et Leewarden Princesshof Museum, Hollande.
- 1967 Galerie Wiebenga, Lausanne.
- 1968 East Europe Center, Londres.
- 1972 Hornivius Information Center, Walldorf, Allemagne.
- 1973 Galerie Oly, Gelnhausen ; Galerie de l'Université, Paris ; Galerie Pagani, Milan.
- 1975 Galerie l'Enseigne du Cerceau, Paris.
- 1978 Galerie IDD, Paris.
- 1980 Centre Culturel de la Villedieu.
- 1984 Galerie Gérard Laubie, Paris.
- 1985 Galerie x+, Bruxelles (Félix Canetti).
- 1987 Centre Culturel de Romilly-sur-Seine.
- 1991 Städtische galerie Haus Seel, Siegen, Allemagne.
- 1992 Musée d'Art Moderne de Troyes ; Musée d'art et d'histoire de Meudon.
- 1993 Musée Arthur Rimbaud, Charleville-Mézières et Musée de Chaumont (Haute-Marne).
- 1995 Hommage à Victor Roman, Fondation nationale des arts plastiques et graphiques, Paris.
- 1996 Musée du Donjon, Niort.
- 1997 Musée des Arts décoratifs, Budapest ; Museum Für Literatur am Oberrhein, Karlsruhe ; Collégiale Notre-Dame de Ribérac.
- 1997-1998 Musée des Beaux-Arts de Reims.
- 1999 Galerie Cazeau-Béraudière, Paris.
- 2000 Institut Hongrois de Paris ; Centre Culturel Roumain, Paris ; "Die Galerie", Francfort ; Hommage à Victor Roman, Espace Sain-Jean, Melun.
- 2002 Domaine de Lescombes, Eysines.
- 2005 Galerie Jean-Louis Danant, Paris.
- 2006 Cité Nature, Arras.

### Expositions collectives
- Biennale de Paris, 1961.
- Biennale de Middelheim, Anvers, 1967.
- Salon de la jeune sculpture, Paris, 1969 à 1981.
- Foire d'art contemporain de Bâle, 1970, 1971.
- Salon Grands et jeunes d'aujourd'hui, Paris, 1971 à 1981.
- Exposition itinérante organisée par Denys Chevalier: Sculpture contemporaine française, Nouvelle-Zélande, Australie, Mexique, 1972.
- Salon des réalités nouvelles, Paris, 1972 à 1979.
- Salon d'art contemporain de Montrouge, 1976, 1977.
- Musée de l'hôtel Sandelin, Saint-Omer, 1978.
- Douze sculpteurs de Paris, Musées de Siegen et de Cologne.
- Foire internationale d'art contemporain, Paris, 1979, 1981.
- Biennale d'art contemporain de Brest, 1979 (Stand Galerie Jacqueline Blanquet), 1981.
- Biennale d'art plastique de Murska Sobota.
- S.A.G.A. (Salon d'art graphique actuel), Paris, 1988.
- Trente ans de jeune sculpture à Paris - Hommage à Denys Chevalier, Couvent des Cordeliers de Paris, 1995.

## Réception critique
- « Victor Roman, dans ses pièces de type aratoire, plonge aux sources des motifs abstraits de l'art populaire roumain, et en dosant ses formes conductrices, parvient à l'équilibre de l'ossature. » - Gérard Xuriguera[10]

## Prix et distinctions
- Prix de sculpture de l'Union des artistes plasticiens de Roumanie, 1963.
- Lauréat du concours international de l'U.I.T., Genève, 1965.
- Prix de sculpture du Salon du Val-de-Marne, 1971.
- Prix du concours pour la réalisation d'une œuvre monumentale pour l'hôtel de ville de Bobigny, 1974.
- Chevalier des arts et des lettres, 1994.

## Musées et collections publiques
- Fonds national d'art contemporain, Paris.
- Mac/Val (Musée d'art contemporain du Val-de-Marne), Vitry-sur-Seine.
- Musée de la ville de Saint-Quentin-en-Yvelines.
- Allée des Arts, Le Barcarès.
- Musée de Siegen (Allemagne).
- Musée d'art de Legnano (Italie).
- Musée national d'art de Roumanie, Bucarest.
- Musée d'art, Craiova.
- U.C.L.A, Los Angeles[11].

## Filmographie
- Victor Roman, film vidéo, 13 min, réalisé par Claude Guibert[13], Imago, 1995[14].
- A travers les portes de Victor Roman, film vidéo, 52 min, réalisé par Paul Barba-Negra, 1997.

## Œuvres publiques
- Jardin Floreasca, Bucarest: Patineuse, bronze, 1961.
- Caisse des dépôts et consignations, Paris.
- Lycée Giacometti, Paris: Couple, bronze, 1993, 280x90x60cm[15].
- Hall d'entrée de la Coface, La Défense: Le Char, bronze, 1987, 300x140x120cm[16].
- Ville nouvelle de Marne-la-Vallée: bronze, 1984.
- Place Garcia-Lorca, Noisy-le-Grand: Porte, béton et acier inoxydable poli, 1985, 340x500x500cm[17].
- C.E.G. de Ligueil: Le Roi, sculpture en fonte d'aluminium, 1974.
- Groupe scolaire no 4, Mantes-la-Jolie: sculpture en bronze, 1975.
- Le Hameau de Vitry, Vitry-sur-Seine: sculpture en bronze, 1979.
- Lycée Victor Hugo, Noisy-le-Grand: Le Titan, bronze, 1984.
- Centre régional de formation de La Poste, Nancy: Le Messager, bronze, 1986.
- Hôtel de ville, Bobigny: La Victoire, bronze, 1974[18].
- Carrefour Normandie-Niémen, Bobigny: Le Signal, bronze, 1989, hauteur 900 cm[19].
- C.E.S. Albert Schweitzer, Créteil: sculpture en aluminium, 1977.
- Ville de Villiers-le-Bel: 1) Fontaine des carreaux, bronze et béton époxy. 2) La Porte, bronze, 1989, 700x500x500cm[20].
- Groupe scolaire Jean Jaurès, Villiers-le-Bel: sculpture en aluminium, 1976.
- S.C.I.C., Villiers-le-Bel: bronze, 1982.
- C.E.S., Nogent-le-Rotrou: fresque murale (en collaboration avec Dana Roman), 1979.
- C.E.S. Les Semailles, Rillieux-la-Pape: sculpture en marbre de Carrare, 1976.
- C.E.S., Aunay-sur-Odon: Le Dragon, sculpture en aluminium, 1976.
- Parc  de Saint-Quentin-en-Yvelines (Parc des Sources de la Bièvre, centre-ville de Guyancourt): Le Dragon, bronze, 1978[21],[22].
- Place à Noisy-le-Sec[23].